# Boarmia pansticta
Boarmia pansticta är en fjärilsart som beskrevs av Turner 1947. Boarmia pansticta ingår i släktet Boarmia och familjen mätare. Inga underarter finns listade i Catalogue of Life.